# کلرید اورانیم (III)
کلرید اورانیم (III) (به انگلیسی: Uranium(III) chloride) یک ترکیب شیمیایی با شناسه پاب‌کم 167444 است. شکل ظاهری این ترکیب، بلورهای جامد سبز است.